# ハンス・コンツェルマン
ハンス・コンツェルマン（Hans Conzelmann, 1915年10月27日 - 1989年6月20日）は、ドイツのプロテスタントの聖書学者である。1960年から1978年までゲッティンゲン大学で教授を務めた。ルドルフ・ブルトマンらによって始められた様式史研究を発展させて、編集史研究を創始した学者として有名である。
コンツェルマンは20世紀に新約聖書研究において多くの貢献をした学者である。彼の中心的著作の一つ『時の中心』（Die Mitte Der Zeit）は、英語訳では「聖ルカの神学」の副題がついた。「時の中心点」とはイエスの働きである。それは、律法と預言者との古い秩序と、キリストの再臨によって終わりを告げる教会時代との間に立っている。イエスは古い秩序の終わりであると同時に、新しい秩序の初めであると論じた。
この著作により、演繹的批評学の方法によるルカ神学へアプローチした。コンツェルマンはポスト・ブルトマン神学の学者に位置づけることができる。イエスは黙示文学的比喩を使うより、神の国が実現するためのキリストのメッセージに焦点を当てていたと論じた。

## 著書
- 『時の中心-ルカ神学の研究』新教出版社、1965年